# 472
472 је била преступна година.

## Догађаји
- Западно римско царство улази у период немира. Односи између Рицимера, де фацто владара, и цара Антемија се потпуно погоршавају. Епифаније, епископ Павије, преговара о мировном споразуму.
- 11. јул – Антемије, опкољен у делу Рима који контролише све док његове трупе не буду поражене, ухваћен је док бежи из града прерушен у монаха у Старој базилици Светог Петра а касније је погубљен од стране Гундобада или Рицимера. Рицимер проглашава Олибрија за цара. Рицимеров нећак, бургундски генерал Гундобад, преузима команду над западном војском и држи де факто власт у Царству.
- 18. август – Рицимер умире у својој палати од малигне грознице, повраћајући крв.
- 2. новембар – Олибрије умире од водене болести. Током своје четворомесечне владавине углавном се интересовао за религију.
- Избија ерупција вулкана Везув. Током ерупције вулкана, цела јужна Европа је прекривена пепелом.

## Смрти
- Википедија:Непознат датум — цар Западног римског царства Антемије